# Litouwse Nationale Unie
Litouwse Nationale Unie (LTS) is de naam voor de in 1926 door Antanas Smetona opgerichte eenheidspartij van Litouwen. De LTS werd in juni 1940 ontbonden.